# 丁酸癸酯
丁酸癸酯（英語：decyl butyrate）是一种有机化合物，化学式C14H28O2，可见于押不卢、毒茄蔘等物种。